# Paris-Roubaix 1996
La 94e édition de la course cycliste Paris-Roubaix a lieu le 14 avril 1996 et est remportée par le Belge Johan Museeuw. L'épreuve est tracée entre Compiègne et le vélodrome de Roubaix sur 262 kilomètres. C'est également la troisième manche de la Coupe du monde 1996. Le spécialiste des classiques Johan Museeuw remporte son premier « Enfer du Nord », devant ses coéquipiers Gianluca Bortolami et Andrea Tafi. 
Propulsée par un fort vent arrière, la course obtient la meilleure moyenne horaire (43,315 km/h) depuis le changement pour un parcours plus difficile en 1968. Cette l'édition marque les 100 ans du premier Paris-Roubaix.

## La domination des Mapei
L'équipe Mapei-GB domine la course avec trois coureurs sur le podium. Quatre coureurs de l'équipe — les Italiens Franco Ballerini, Gianluca Bortolami, Andrea Tafi et le Belge Johan Museeuw — s'échappent à 86 km de l'arrivée. Ballerini, le vainqueur de l'édition précédente, crève peu après ; ses coéquipiers arrivent groupés à Roubaix. Museeuw remporte la course sur le vélodrome de Roubaix, sans qu'il n'y ait de sprint (au grand désarroi du public présent ce jour-là), devant Bortolami et Tafi qui complètent le podium 100 % Mapei. Les deux tours sur le Vélodrome sont des tours d'honneur et les trois coureurs lèvent les bras en franchissant la ligne d'arrivée.
15 km avant l'arrivée, Patrick Lefevere, le directeur sportif de l'équipe Mapei, reçoit un appel téléphonique du directeur général de Mapei, Giorgio Squinzi. Squinzi qui appelle depuis le siège de la société à Milan, demande que cela soit Museeuw qui gagne la course. En dépit des objections, principalement de Tafi, les deux Italiens acceptent la décision et Museeuw remporte la première de ses trois victoires sur Paris-Roubaix.

## Classement
| #  | Coureur            | Équipe                |    | Temps           |
| -- | ------------------ | --------------------- | -- | --------------- |
| 1  | Johan Museeuw      | Mapei-GB              | en | 6 h 05 min 00 s |
| 2  | Gianluca Bortolami | Mapei-GB              | +  | 0 s             |
| 3  | Andrea Tafi        | Mapei-GB              |    | 0 s             |
| 4  | Stefano Zanini     | Gewiss-Playbus        |    | 2 min 38 s      |
| 5  | Franco Ballerini   | Mapei-GB              |    | 2 min 38 s      |
| 6  | Andreï Tchmil      | Lotto-Isoglass        |    | 5 min 27 s      |
| 7  | Brian Holm         | Team Deutsche Telekom |    | 5 min 27 s      |
| 8  | Viatcheslav Ekimov | Rabobank              |    | 5 min 27 s      |
| 9  | Francis Moreau     | Gan                   |    | 5 min 27 s      |
| 10 | Marco Milesi       | Brescialat            |    | 5 min 27 s      |